# Лоу, Перси Ройкрофт
Перси Ройкрофт Лоу (англ. Percy Roycroft Lowe; 1870—1948) — английский хирург и орнитолог.
Лоу родился в Стамфорде, графство Линкольншир, изучал медицину в Джизас-колледже в Кембридже. Он служил в качестве гражданского хирурга во время Второй англо-бурской войны в Южной Африке. В то же время он заинтересовался орнитологией. По возвращении он стал частным врачом сэра Фредерика Джонстона, а во время Первой мировой войны служил военным врачом на корабле-госпитале в Средиземном море.
Лоу работал вместе с Доротеей Бэйт (1878—1951) при изучении фоссилий страусов в Китае.
Он был редактором бюллетеня Британского орнитологического клуба в период с 1920 по 1925 годы, и председателем Британского союза орнитологов с 1938 по 1943 годы. Он опубликовал в 1936 году «The finches of the Galapagos in relation to Darwin's conception of species», где впервые ввёл термин Дарвиновы вьюрки.